# サンドラ・パーマー
サンドラ・パーマー（Sandra Palmer、1943年3月10日 - ）はテキサス州フォートワース出身のアメリカ合衆国の女子プロゴルファー。2023年、世界ゴルフ殿堂に選出され、2024年に殿堂入りする予定となっている。

## アマチュア時代
パーマーは13歳の時にゴルフを始めた。北テキサス大学に通い、アルファ・データ・パイソロリティのメンバーと同窓会ミスコンテストの女王 (Homecoming Queen) になった。1963年にテキサス州アマチュアゴルフチャンピオン。1964年にプロ転向し、LPGAツアーに参戦。

## プロ転向後
ツアー通算19勝をあげ、シニアの大会も含めLPGAツアー公式戦以外のいくつかの大会でも優勝した。メジャートーナメント大会では、1972年のタイトルホルダーズ選手権と1975年の全米女子オープンの2勝をあげている。1975年には賞金女王とLPGAプレイヤー・オブ・ザ・イヤーのタイトルを獲得した。1968年から1977年にかけて10年連続で年間賞金ランキングトップ10入りを果たしている。1997年を最後にLPGAツアーから引退した。

## LPGAツアーの優勝歴
通算19勝。太字はメジャートーナメント大会。
- 1971年：シーリーLPGAクラシックなど2勝
- 1972年：タイトルホルダーズ選手権の1勝
- 1973年：ポンパノビーチ・クラシックなど4勝
- 1974年：バーディンズ・インビテーショナルなど2勝
- 1975年：全米女子オープン、コルゲート・ダイナ・ショア・ウィナーズ・サークルの2勝
- 1976年：ジェリー・ルイス・マスキュラー・ジストロフィー・クラシックなど3勝
- 1977年：キャスリン・クロスビー/ホンダ・シビック・クラシックなど2勝
- 1981年：ディアクリーク・ワールプール選手権の1勝
- 1982年：ボストン・ファイブ・クラシックの1勝
- 1986年：メイフラワー・クラシックの1勝

## LPGAツアー以外の優勝
- 1970年：東海クラシック
- 1972年：アンジェロズ・フォアボール・チャンピオンシップ（ジェーン・ブラロックと共に）
- 1973年：アンジェロズ・フォアボール・チャンピオンシップ（ジェーン・ブラロックと共に）
- 1973年：テレビ静岡セントラルレディス
- 1991年：センテル・シニア・チャレンジ
- 1992年：センテル・シニア・チャレンジ
- 1993年：スプリント・シニア・チャレンジ
- 1994年：スプリント・シニア・チャレンジ
- 1995年：スプリント・シニア・チャレンジ